# Laurasiatheria
Laurasiatheria is een clade met de rang cohort of superorde binnen de infraklasse van de (levende) Placentalia of de Eutheria (de levende Placentalia uitgebreid met hun fossiele verwanten) van de zoogdieren.
De clade is gebaseerd op de analyse van DNA-volgordes en van gegevens die de aan- of afwezigheid van retrotransposons betreffen. De naam verwijst naar het supercontinent Laurasia waarop men denkt dat deze groep ontstaan is nadat dit werelddeel van Pangea was afgebroken. De clade wordt beschouwd als zustergroep van de Euarchontoglires (Boreoeutheria), de Xenarthra en de Afrotheria en bevat de volgende ordes:
- Eulipotyphla: insecteneters
- Cetartiodactyla: wereldwijd; een samenvoeging van de vroegere ordes Cetacea (walvissen en verwanten) en Artiodactyla (evenhoevigen, waaronder zwijnen, nijlpaarden, eeltpotigen, giraffes, hertachtigen en holhoornigen)
- Pegasoferae:
  - Pholidota: schubdieren (Afrika, Zuid-Azië)
  - Chiroptera: vleermuizen (wereldwijd)
  - Carnivora: roofdieren (wereldwijd)
  - Perissodactyla: onevenhoevigen (tapirs, neushoorns, paarden)

Sommige studies plaatsen de Perissodactyla en de Ferae samen in een clade Zooamata; andere leggen juist een verband tussen Perissodactyla en Cetartiodactyla en plaatsen ze samen in een echte hoefdieren clade, maar het bewijs voor deze twee indelingen is niet sterk.
De volgende uitgestorven ordes worden meestal ook in verband gebracht - op andere gronden dan DNA - met de superorde:
- Condylarthra
- Mesonychia, werd in het verleden als voorouders van de Cetacea gezien, nu als een zustergroep van de Cetartiodactyla
- Cimolesta, sommige onderzoekers plaatsen de schubdieren binnen deze groep
- Creodonta, sommigen zien een verband met de Carnivora